# كيرين بارات
كيرين بي جيه بارات (مواليد فبراير 1946  ) هو حكم كرة قدم إنجليزي سابق في دوري كرة القدم والدوري الممتاز . كان مقره في كوفنتري ، ويست ميدلاندز ، خلال الفترة التي قضاها في القائمة.

## المسيرة المهنية
أصبح حكم للراية لدوري كرة القدم في عام 1978 ، وبعد عامين فقط تمت ترقيته إلى قائمة الحكام.
بحلول أواخر الثمانينيات من القرن الماضي ، كان يتولى مسؤولية ادارة مباريات الدرجة الأولى. أصبح عضوًا في قائمة حكام الدوري الإنجليزي الممتاز الجديد لموسم 1992-93 ، حيث تولى مسؤولية المباراة بين مانشستر يونايتد وإيفرتون في أولد ترافورد في 19 أغسطس 1992 ، مع فوز الفريق الضيف 3-0.
بلغت مسيرته ذروتها عند قيادته لنهائي كأس الاتحاد الإنجليزي 1993 بين أرسنال وشيفيلد وينزداي في ملعب ويمبلي في 15 مايو 1993. انتهت هذه المباراة بالتعادل و تم اللجوء الى نظام الإعادة وتولى مسؤولية تلك المباراة ايضا ، أيضًا في ويمبلي ، في 20 مايو من ذلك العام. إنه واحد من الحكام القلائل (إلى جانب روجر ميلفورد وجيف وينتر وآلان وايلي ) في العصر الحديث الذين حصلوا على فرصة ادارة نهائي كأس الاتحاد الإنجليزي دون الوصول إلى المكانة دولية. كان لديه موسم آخر في القائمة قبل أن يتقاعد في 1994.
ومنذ ذلك الحين ، كان يعمل كمقيم للحكام خلال مباريات اتحاد كرة القدم ، وخاصة مباريات الدوري الممتاز.
على مدى السنوات القليلة الماضية ، كان كيرين يعمل بدوام كامل في الدوري الإنجليزي الممتاز كمدير لمجموعة PGMOL جنبًا إلى جنب مع كيث هاكيت ومايك رايلي .
وهو متزوج من كريستين وله ابنتان كارا وكلير.

### مطبوعات
1. ↑  Year of birth[وصلة مكسورة]: Weltfußball.de website. Retrieved 25 March 2008. نسخة محفوظة 2022-12-25 على موقع واي باك مشين.
2. ↑  First ever Premiership match: ريسنج بوست.com website. Retrieved 25 March 2008. نسخة محفوظة 2007-10-01 على موقع واي باك مشين.
3. ↑  FA Cup Final 1993: soccerbase.com website. Retrieved 25 March 2008. نسخة محفوظة 2007-10-01 على موقع واي باك مشين.
4. ↑  FA Cup Final replay[وصلة مكسورة], 1993: soccerbase.com website. Retrieved 25 March 2008. نسخة محفوظة 2022-12-25 على موقع واي باك مشين.
5. ↑  Assessing referees, 2003: TheFA.com website. Retrieved 25 March 2008. نسخة محفوظة 2008-09-24 على موقع واي باك مشين.
6. ↑  Assessing referees, 2004: TheFA.com website. Retrieved 25 March 2008. نسخة محفوظة 2022-12-24 على موقع واي باك مشين.

## روابط خارجية
- إحصائيات حكم Keren Barratt نسخة محفوظة 1 أكتوبر 2007 على موقع واي باك مشين. في soccerbase .com ( 1992-1993 فقط)

| سبقه {{{سبقه}}} | {{{العنوان}}} {{{الأعوام}}} | تبعه {{{تبعه}}} |